# Dialectos del albanés

Los diversos dialectos de la lengua albanesa en Albania, Grecia, Italia, Kosovo, Macedonia, Montenegro y Serbia.

El idioma albanés se compone de muchos dialectos, divididos en dos grandes grupos: gheg y tosk. El río Shkumbin es aproximadamente la línea divisoria geográfica, con el gheg hablado al norte del Shkumbin y el tosk al sur de él.

## Consideraciones históricas
Las características de los dialectos albaneses tosk y gheg, en el tratamiento de los nativos y préstamos de otras lenguas, han llevado a la conclusión de que la división dialectal precedió a la migración eslava a los Balcanes.
De acuerdo con la opinión de Demiraj, durante el proceso de división del dialecto, las poblaciones albanesas estaban aproximadamente en su ubicación actual, mientras que Eric Hamp señala que "debe ser relativamente antiguo, es decir, que se remonta al primer milenio post-romano. Como conjetura, parece posible que esta isoglosa refleje una expansión del área del habla, después del asentamiento de los albaneses en aproximadamente su ubicación actual, de modo que el área del habla se extendía a ambos lados de la Línea Jireček".

## Dialectos gheg
El gheg se divide en cuatro subdialectos: gheg del noroeste, gheg del noreste, gheg del centro y gheg del sur. El gheg del noroeste se habla en todo Montenegro, el noroeste de Kosovo (al oeste de Peć), Lezhë, el noroeste de Mirditë, el suroeste de Tropojë, el oeste de Gusinje, el oeste de Pukë y Escútari. El gheg del noreste se habla en la mayor parte de Kosovo, Preševo, Has, el noreste de Mirditë, las partes orientales de las aldeas de la comuna de Shalë de Escútari, las partes orientales de las aldeas de otras comunas de Shkodër fronterizas con Tropojë, el este de Pukë, el este de Đakovica, el este de Gusinje, Kukës, Tropojë y el norte de Tetovo. El gheg central se habla en Debar, Gostivar, Krujë, el norte de Durrës, el norte de Tirana, el Peshkopi, el sur de Lezhë, el sur de Mirditë, Mat, Bulqizë, el este de Struga, Kumanovo y el sur de Tetovo. El gheg meridional se habla en Durrës, el norte de Elbasan, el norte de Pogradec, Librazhd, el norte de Peqin, el sur de Bulqizë, Kavajë, Rrogozhinë, el noroeste de Struga y Tirana. Un dialecto bastante divergente es el dialecto del Alto Reka, que sin embargo se clasifica como Gheg Central. También hay un dialecto de la diáspora en Croacia, el dialecto Arbanasi.

### Características de Gheg
- Sin rotacismo: el protoalbanés *-n- sigue siendo -n- (por ejemplo, râna "arena").
- El protoalbanés *ō se convierte en vo.
- Vocales nasales: El gheg conserva las vocales nasales del protoalbanés tardío y del protoalbanés tardío *â más un resto nasal â (por ejemplo, nândë "nueve"). Aunque, la calidad de la vocal varía según el dialecto, [ɑ̃], [ɒ̃], [ɔ̃], etc. Algunos dialectos gheg del noreste y noroeste conservan la nasal en palabras como [pɛ̃s] "cinco", mientras que otros dialectos gheg no lo hacen, [pɛs] "cinco".
- Monoptongación: Ocurre en algunos dialectos de Shkodër en unas pocas palabras, por ejemplo, [vø̞ː] voe "huevo" y [hɛ̞ː] hae "comida".
- Longitud de las vocales fonológicas: A menudo hay longitud de las vocales fonológicas en la mayoría de los dialectos gheg. Algunos dialectos de Shkodër tienen una distinción de tres longitudes en las vocales, por ejemplo, cortas: [pɛ̃nɣ] "yugo", largas: [pɛ̃ːnɣ] "pluma", y extra largas: [pɛ̃ːːnɣ] "yugos".
- a-vocal: En algunos dialectos que aparecen en ciertas palabras, a puede convertirse en un diptongo (por ejemplo, [bəaɫ] para ballë "frente") o convertirse en [æ] (por ejemplo, [læɾɡ] para larg "lejos").
- ë-vocal: La -ë final cae y a menudo alarga la vocal anterior.
- Vocal i: La vocal i en la palabra dhi (cabra) se puede realizar como varias vocales en los dialectos del Gheg Central: [ðəi] (Krujë), [ðei] (Krujë montañoso), [ðɛi] o [ðei] (Mat), así como [ðai] o [ðɔi] en otras regiones.
- o-vocal: La o se refiere a [ʌ] en algunas palabras en algunos dialectos (por ejemplo, [sʌt] para sot "hoy" en Krujë y entre algunos hablantes musulmanes en Shkodër).
- Vocal u: La vocal u en diferentes dialectos que aparecen en algunas palabras puede variar, por ejemplo, rrush "uva" puede ser [ruʃ], [rauʃ], [rɔuʃ], [rɔʃ] o [roʃ].
- Vocal y: La vocal y puede permanecer como y (por ejemplo, dy "dos" en gran parte de las áreas de habla gheg), redondeada a i (por ejemplo, [di] "dos" en Debar), o se vuelve más abierta y menos redondeada a [ʏ̜] (por ejemplo, [dʏ̜] "dos" en Mat y Krujë montañoso). En otras palabras, en gheg central, la vocal y puede convertirse en [ø] como en [sø] para sy "ojo" (Mat y Krujë).
- bj/pj: Estos pueden producir bgj o pq en algunos dialectos (por ejemplo, pqeshkë por pjeshkë "melocotón" en Negotin).
- bl/pl/fl: Estos pueden convertirse en bj/pj/fj o incluso bgj/pq en algunos dialectos (por ejemplo, pjak por plak "viejo" en Toplica o pqak por plak "viejo" en Negotin).
- dh y ll: Estos sonidos pueden intercambiarse en algunas palabras en algunos dialectos, especialmente en los dialectos de Kavajë, Tirana y Durrës, donde ll reemplaza completamente a dh.
- h: Esto puede caer en cualquier posición en algunos dialectos.
- mb/nd: Los grupos de consonantes como nd varían mucho según el subdialecto: nder "honor" puede realizarse como [ndɛɾ], [nd͉ɛɾ], [ⁿdɛɾ], [dɛɾ], [nɛɾ] o [nɣɛɾ].
- q/gj: En los dialectos gheg, q y gj pueden permanecer oclusivas palatinas [c] y [ɟ], cambiar a africadas postalveolares [t͡ʃ] y [d͡ʒ] (y por lo tanto fusionarse con ç y xh albanesas), cambiar a africadas alveolo-palatales [t͡ɕ] y [d͡ʑ], o incluso cambiar a fricativas alveolo-palatales [ɕ] y [ʑ].
- tj/dj: Pueden convertirse en oclusivas palatales [c] y [ɟ] en algunos dialectos.

### Albanés de Malasia
El subdialecto gheg del noroeste abarca tres regiones etnográficas albanesas principales: Malësia e Madhe, Shkodër y Lezhë. Dentro del Gheg del Noroeste, el área de Malësia e Madhe muestra patrones fonológicos, sintácticos y léxicos diferentes a los de las áreas de Shkodër y Lezhë. Por esta razón, el albanés Malsia e Madhe puede considerarse una variedad distinta del gheg del noroeste. Las diferentes características de esta variedad se remontan al aislamiento histórico y geográfico de la región montañosa de Malësia e Madhe (que en albanés significa "Grandes Tierras Altas").
El albanés de Malsia aislado temprano ha conservado rasgos arcaicos del proto-albanés y el proto-indoeuropeo en comparación con otras variedades de gheg y con el tosk, como las oclusivas sordas y sordas iniciales de la palabra. Mientras que el albanés Tosk tiene grupos homorgánicos de oclusivas nasales, habiendo producido un cambio de la forma protogénica que presentaba una oclusiva inicial de palabra a un grupo de oclusivas nasales, que se logró colocando un prefijo en- (< preposición PAlb *en 'in'). El gheg albanés se encuentra en una posición de transición, con nasales que resultaron de la reducción de los grupos de paradas nasales.
| PIE                           | Malsia                                 | Tosk                    | Gheg |
| ----------------------------- | -------------------------------------- | ----------------------- | ---- |
| *peh₂- 'Proteger'             | pɔ:j 'sostener, guardar'               | MBAJ 'Sostener, llevar' | mɔ:j |
| *bher- 'Soportar, llevar'     | bɔ:j 'llevar'                          | MBAJ 'Sostener, llevar' | mɔ:j |
| *ten 'Estirar, apretar'       | tæ̃:n 'empujar, presionar'              | YEJ 'Sostener, llevar'  |      |
| *deh₂- 'Compartir, dividir'   | dɔ: 'Dividir, cortar, dividir'         | YAJ                     | dɔ:  |
| *ghodh-, (o-grado de *ghedh-) | gæ: 'Tiempo, oportunidad, oportunidad' | ŋge                     |      |

Ejemplos de la formación de grupos de oclusivas nasales colocando el prefijo en- con vocal inicial de palabra átona son: Tosk mbuʃa 'llenar', de PAlb *en-b usa (vs. Malsia buʃa); Tosk ŋga 'dónde, de dónde', de PAlb *en-k a (vs. Malsia ka); Tosk ŋgula 'empujar, poner en punto', de PAlb *en-k ula (vs. Malsia ku:ʎ); Tosk ndej 'estirar', de PAlb *en-t enja (vs. Malsia tæ̃:n).
La preposición PAlb *en 'en' se ha conservado únicamente en el dialecto albanés de Malsia, mientras que en las otras variedades de gheg y en Tosk se ha reanalizado como un prefijo adjunto a otros términos léxicos, ya no existiendo como preposición.

## Dialectos de transición
Los dialectos de transición se hablan en el sur de Elbasan, el llamado Gran Elbasan (Cërrik, Dumre, Dushk, Papër, Polis, Qafe, Shpat, Sulovë, Thanë), el sur de Peqin, el noroeste de Gramsh, el norte de Kuçovë, el norte de Berat, el extremo suroeste de Kavajë, el norte y centro de Lushnjë y el sur de Librazhd (Bërzeshtë, Rrajcë), y el Flazian-Falazdim-whish hablado en el norte de Albania.

### Características de transición
- Rotacismo: El protoalbanés *-n- se convierte en -r- (por ejemplo, Gheg râna < rêra, rëra "arena").
- El protoalbanés *ō se convierte en vo en los subdialectos occidentales o va en los subdialectos centrales y orientales.
- Vocales nasales: En algunos subdialectos del transicional, algunas vocales nasales se desnasalizan (por ejemplo, rora "arena" en sulovë) mientras que en otras palabras se conservan las nasales: sŷ "ojo" (Dumre, Shpat, Sulovë).
- Vocal: Algunos subdialectos tienen ô para â en algunas palabras (por ejemplo, ôma "sabor" en Sulovë).
- Mb/Nd: Grupos como mb se convierten en m en algunos dialectos (por ejemplo, kôma para el këmba estándar "pierna").

## Dialectos Tosk
El tosk se divide en cinco subdialectos: tosk del norte, labërisht, çam, arvanitika y arbëresh. El tosk septentrional se habla en Berat, Fier, Skrapar, el sur de Kuçovë, el sur de Lushnjë, el extremo sureste de Elbasan, la mayor parte de Gramsh, Kolonjë, el norte de Mallakastër, el norte de Vlorë, Korçë, Ohër, Devoll, Përmet, al este del río Vjosë de Tepelenë, el sur de Struga (orilla occidental del lago Ohër), Pogradec, Prespa y el norte de Vlorë. El Lab (o Labërisht) se habla en el sur de Vlorë, Dukat, Himarë, el sur de Mallakastër, Delvinë, el sur de Çepan de Skrapar, el este y sur de Kolonjë, el este y sur de Leskovik, el oeste y sur de Përmet, el oeste y el oeste del río Vjosë de Tepelenë, Gjirokastër y Sarandë. El çam se habla en el sur de Sarandë (Konispol, Ksamil, Markat, Xarrë) y en partes del norte de Grecia. Los dialectos tosk son hablados por la mayoría de los miembros de las grandes comunidades de inmigrantes albaneses de Egipto, Turquía y Ucrania. El çamërisht se habla en el noroeste de Grecia, mientras que el arvanitika es hablado por los arbanitas en el sur de Grecia, principalmente en el Peloponeso, el Ática, Eubea y las islas adyacentes. El arbëresh es hablado por los arbëreshë, descendientes de los inmigrantes de los siglos XV y XVI que se establecieron en el sureste de Italia, en pequeñas comunidades en las regiones de Sicilia, Calabria, Basilicata, Campania, Molise, Abruzzi y Apulia.

### Características de Tosk
- Rotocismo: El protoalbanés *-n- se convierte en -r- (por ejemplo, rëra "arena")
- El protoalbanés *ō se convierte en va.
- Vocales nasales: Hay una falta de vocales nasales en Tosk (por ejemplo, sy "ojo") y el protoalbanés tardío *â más una nasal se convierte en ë (por ejemplo, nëntë "nueve"). Sin embargo, se han reportado vocales nasales en los dialectos de laboratorio de Himarë y Kurvelesh[12] y por separado en el dialecto de laboratorio de Borsh.[13]
- e-vocal: La e se convierte en ë en algunos dialectos en algunas palabras qën por qen "perro" en Vjosë.
- ë-vocal: La ë puede tener varias pronunciaciones dependiendo del dialecto: mëz "potro" es [mʌz] en Vuno) mientras que ë está más respaldada en Labërisht. La -ë final cae en muchos dialectos de Tosk y alarga la vocal anterior.
- Vocal y: La vocal y a menudo se desplaza a la i en los dialectos del sur Labërisht, Çam, Arvanitika y Arbëresh (por ejemplo, dy "dos" se convierte en di).
- Dh y Ll: Estos sonidos pueden intercambiarse en algunas palabras de algunos dialectos.
- H: Esto puede caer en cualquier posición en algunos dialectos.
- Gl/Kl: Algunos dialectos como Çam, Arberësh y Arvanitika conservan kl y gl arcaicos en lugar de q y gj, a los que se han desplazado en otros lugares (por ejemplo, gjuhë "lengua" es gluhë en Çam, gluhë en Arberësh y gljuhë en Arvanitika; "klumësh" por "qumësht", "leche" en Arbëresh).
- Rr: Rr se convierte en r en algunos dialectos.

## Otros dialectos
- Dialecto arbëreshë, hablado en partes del sur de Italia.
- Dialecto arvanitika, hablado en parte de Grecia.

## Dialectos extintos
- Albanés de Istria, hablado en partes de Istria hasta finales del siglo XIX.

## Comparación
| Estándar      | Tosk              | Gheg                                  | Español           |
| ------------- | ----------------- | ------------------------------------- | ----------------- |
| Shqipëri      | Shqipëri          | Shqypní / Shqipni                     | Albania           |
| një           | një               | I / NI / NJI / NJÂ / NJO              | Uno               |
| nëntë         | nëntë             | nônd / nônt / nôn / nând / nânt / nân | Nueve             |
| është         | është             | âsht / â, osht / ô                    | Es                |
| bëj           | bëj               | bâj / bôj                             | Sí                |
| emër          | emër / embër      | êmën                                  | Nombre            |
| pjekuri       | pjekri / pjekuri  | pjekni / pjekuni                      | Dulzura           |
| gjendje       | gjëndje           | gjêndje / gjênje                      | Estado, condición |
| zog           | zog               | zog, zëq / zëç / zëg                  | Pájaro            |
| MBRET         | MBRET             | Mrêt                                  | Rey               |
| Për të punuar | Për të punuar     | me punue / me punu, për t'punũ        | A trabajar        |
| rërë          | rërë              | rânë / rônë                           | Arena             |
| qenë          | qënë              | kjên / kên / kân / kôn                | Ser               |
| dëllinjë      | enjë              | Bërshê                                | Enebro            |
| Baltë         | llum              | lloq, llok                            | Lodo              |
| fshat         | fshat             | Katún / Kotun                         | Pueblo            |
| qumësht       | qumësht / klumsht | tâmbël / tâmël /tomël                 | Leche             |
| cimbidh       | mashë             | Danë, mashë                           | Fuego, hierro     |
| mundem        | mundem            | mûj / mûnem, munëm / mûnëm            | Puedo             |
| vender        | vënd              | vên                                   | Lugar             |
| dhelpër       | dhelpër           | Skile / Dhelpën                       | Zorro             |